# レ・ジュリス
レ・ジュリス （Les Ulis）は、フランス、イル＝ド＝フランス地域圏、エソンヌ県のコミューン。25歳以下の若年層が人口の約38%を占める若いコミューンである。

## 地理
パリ南西約23マイルに位置する。県北西部、ウルポワ地方のイヴェット川谷に属する。コミューンはUの字型をしており、幅は約2km、長さは3マイルほどである。面積の約65%が都市区域で、農村区域はわずか16%しかなく、そのほとんどを公園と庭園が占めている。

## 交通
- 道路 - N118、A10

## 由来
コミューンの名は14世紀の古いフィーフ、Ullysに由来する。古フランス語では燃やすことを意味するuslerとなり、野焼きで清められたことをいう。レ・ジュリスのある高地はかつて森で、中世には全て耕作地となっていた。
3つの古い農園の名が、コミューンの象徴的な地区の名となった。東のクールタブフ（Courtabœuf、『ウシの庭』）、中心のモンドトゥール（Mondetour）、西のモンジェ（Montjay）である。

## 歴史

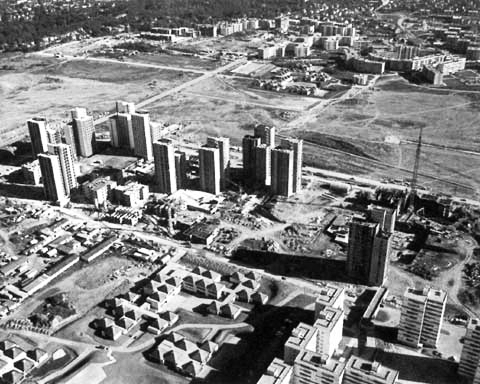
1977年のレ・ジュリス市街化優先地区

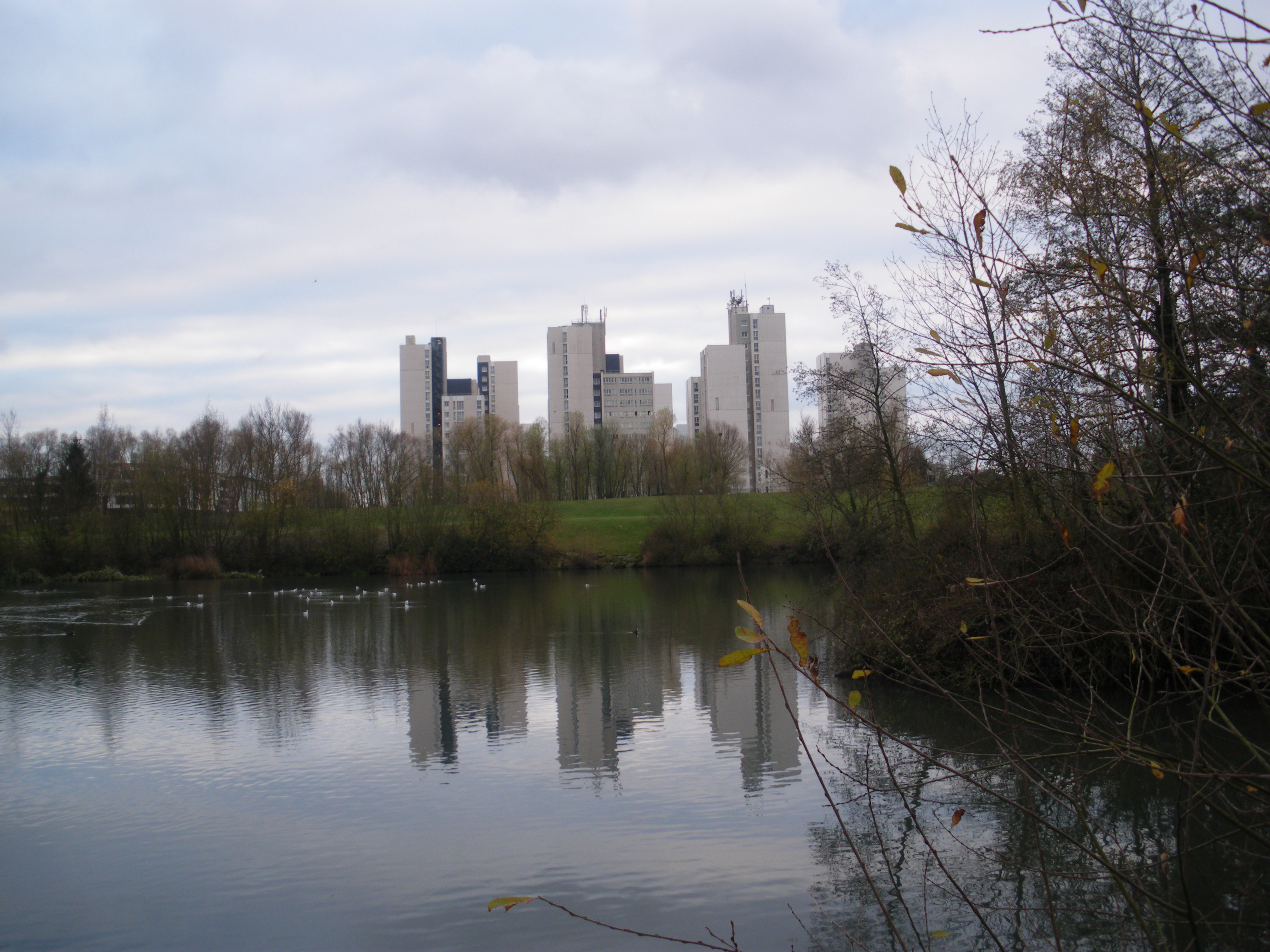
レ・ジュリス北公園と高層ビル

近郊のコミューン、ヴィルジュストで1977年に発掘された道具から、青銅器時代より人が定住していたことがわかっている。ガロ＝ローマ時代にはクールタブフの広大な高地にヴィッラ・ルスティカがあった。地主のUsloの名にちなみ、Ulisという地名が派生した。
Ullyの名が初めて登場するのは、1382年に編纂された財産目録においてである。1767年、レ・ジュリスはオルセー伯ピエールの領地だった。クールタブフ高地は、レ・ザル・ド・パリ（現在のパリ1区の一地区）に入る前のウシの宿場だった。
1867年、現在のコミューン西部を横断するソー線が開通した。1927年にはコミューン北部をパリ-シャルトル線が通っていた。グラン・ヴィヴィエ農園は1000エーカーある重要な土地で、ウシやヒツジを飼育し、コムギ、ジャガイモ、イチゴ、テンサイを栽培していた。農園にある蒸留所ではアルコール飲料が生産されていた。
1952年、サクレーにフランス原子力庁民生科学センターが置かれ、1955年にはフレデリック・ジョリオ＝キュリーの申し出によってパリ第11大学オルセー・キャンパスが置かれた。1960年にはクールタブフにビジネス・センター設置が決定した。イヴェット川谷の急速な発展によって、1960年にビュル＝シュル＝イヴェット、オルセーの2コミューンにまたがる265ヘクタールの土地が市街化優先地区（ZUP）に指定された。当時のクールタブフ、モンドトゥール、モンジェ、グラン・ヴィヴィエはまだ農村だった。
1966年、ル・コルビュジエの教えにならった設計で新都市のインフラが完成した。大型ショッピングモール、ウリス2や、多くの近代建築の集合住宅群が建てられた。1976年3月、ビュル＝シュル＝イヴェット、オルセーで住民投票が行われ、2コミューンにまたがるレ・ジュリス地区が分離しコミューンとなる是非を問うた。住民の賛成を受け、1977年2月、新たなコミューン、レ・ジュリスが誕生した。
戦後の経済復興期後半に会社幹部や研究者のため建てられた建物には最終的に労働者が移り住み、建物の老朽化がひどくなった1990年代、社会・治安問題が原因で貧困に苛まれるようになった。

## 統計
1982年に人口が28,000人を超えたが、社会問題が表面化するにつれ減少に転じ、以後20年間減ってきている。移民の人口はコミューンにとって相対的に重要で、1999年の調査時には外国人人口がコミューン人口の約14%を占めていた。

## 姉妹都市
- セジュー、セネガル
- テトフォード、イギリス
- サタン (ポルトガル)、ポルトガル

## 出身者
- ノエミ・ルノワール - ファッションモデル、女優
- ティエリ・アンリ - サッカー選手、サッカー指導者
- ムサ・マレガ - サッカー選手